# José Luis Gamonal
José Luis Gamonal Ruiz (Temuco, Chile, 9 de octubre de 1989) es un futbolista y profesor de educación física chileno. Juega de portero en Rangers de la Primera B de Chile.

## Trayectoria
Se inició desde temprana edad en la Escuela de Fútbol de Rosen, a los doce años llegó a Deportes Temuco, formándose en las inferiores del club, sus primeras participaciones en el fútbol profesional las realizó en el año 2007, donde desciende con el equipo a Tercera División, no obstante siguió jugando para el club por los dos años siguientes. Luego ficha en el año 2010 por Iberia de Los Angeles, equipo en el cual solo está un año, ya que al año siguiente es contratado por Unión Temuco, debido a la fusión de este club con Deportes Temuco en el año 2013, pasa a ser parte de este último, permaneciendo como arquero titular, donde fue una de las piezas fundamentales en los Albiverdes. 
Durante el campeonato de Clausura 2017, estuvo como segundo arquero, ya que Luis Marín era el titular. 
Luego de varios sucesos, el 9 de abril, Dalcio Giovagnoli lo escoge para ser titular en el partido Deportes Temuco vs. O´Higgins, partido que gana el cuadro de la Novena Región por 2 goles a 0, así se cumple el debut soñado del "Meme".
Jugó todos los partidos del Campeonato Transición Scotiabank 2017, convirtiéndose en la segunda valla con menos goles recibidos; además de clasificar a la Copa Sudamericana 2018, cumpliendo el sueño de clasificar a una copa internacional con  Deportes Temuco.
Fue elegido con un 57% como el "Mejor Arquero del Transición" en el portal web Prensa Fútbol.
En febrero de 2021 deja Deportes Temuco para firmar con Cobresal.En diciembre de 2021 es oficializado como nuevo jugador de Fernández Vial de la Primera B. Tras descender a Segunda División a fines de la temporada 2022, en enero de 2023 firma por el Marsaxlokk FC de Malta.El 12 de agosto de 2023 es anunciado como nuevo jugador de Trasandino de la Segunda división chilena.En diciembre de 2023 es anunciado como nuevo jugador de Rangers.

## Clubes
| Club             | País  | Año       |
| ---------------- | ----- | --------- |
| Deportes Temuco  | Chile | 2007-2009 |
| Iberia           | Chile | 2010      |
| Unión Temuco     | Chile | 2011-2013 |
| Deportes Temuco  | Chile | 2013-2021 |
| Cobresal         | Chile | 2021      |
| Fernández Vial   | Chile | 2022      |
| Marsaxlokk F. C. | Malta | 2023      |
| Trasandino       | Chile | 2023      |
| Rangers          | Chile | 2024-Act. |

## Palmarés

### Campeonatos nacionales
| Título    | Equipo          | País  | Año     |
| --------- | --------------- | ----- | ------- |
| Primera B | Deportes Temuco | Chile | 2015-16 |